# Elm, Cambridgeshire
Elm är en ort och civil parish i Storbritannien.   Den ligger i distriktet Fenland i grevskapet Cambridgeshire i riksdelen England, i den sydöstra delen av landet, 130 km norr om huvudstaden London. Elm ligger 3 meter över havet och antalet invånare är 3 295.
Terrängen runt Elm är mycket platt. Runt Elm är det ganska tätbefolkat, med 90 invånare per kvadratkilometer. Närmaste större samhälle är Wisbech, 3,4 km norr om Elm. Trakten runt Elm består till största delen av jordbruksmark.